# Leichtathletik-Weltmeisterschaften 2023/400 m der Frauen

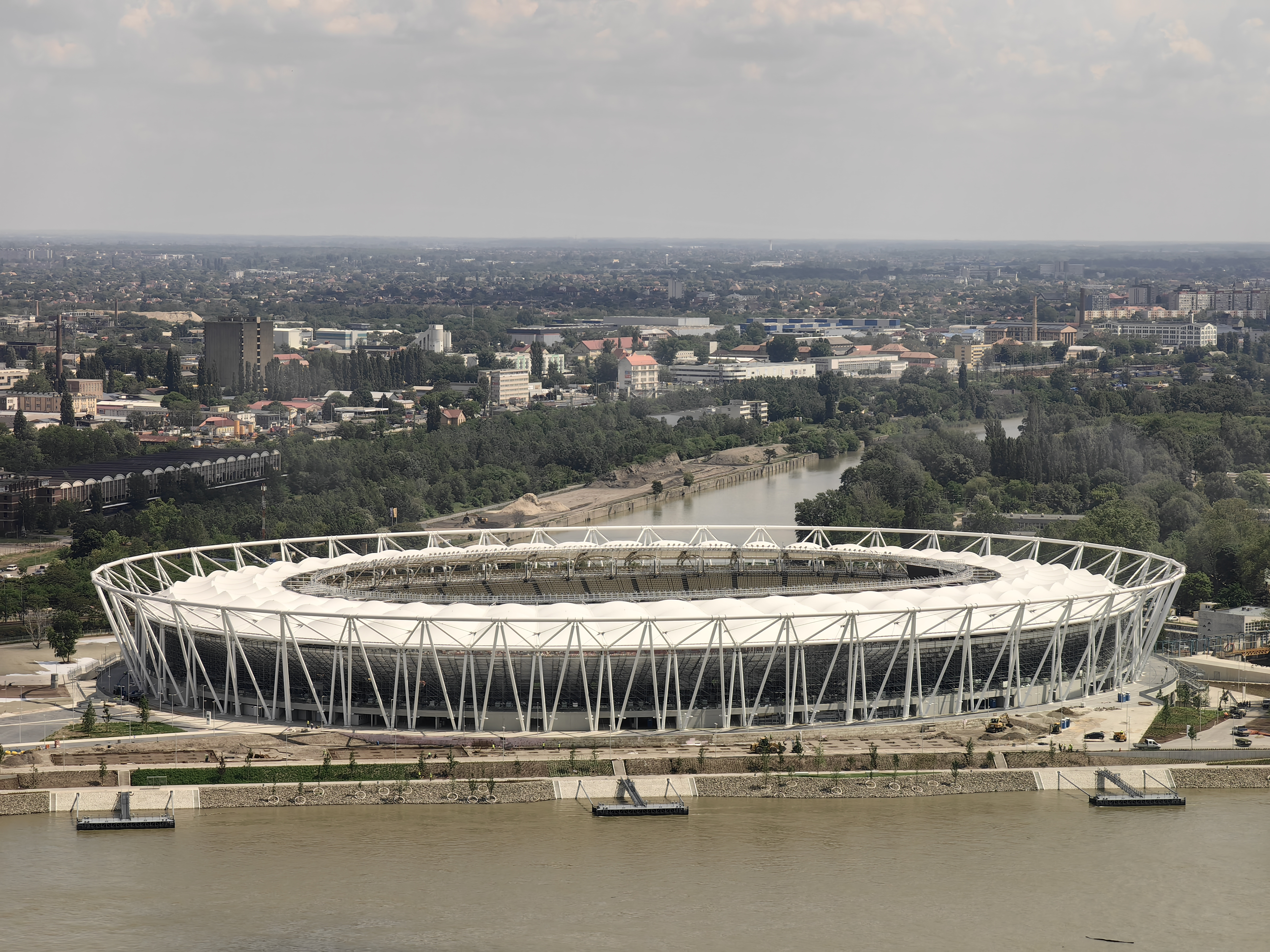
Nemzeti Atlétikai Központ im Mai 2023

Der 400-Meter-Lauf der Frauen bei den Leichtathletik-Weltmeisterschaften 2023 fand vom 20. bis 23. August 2023 im Stadion Nemzeti Atlétikai Központ der ungarischen Hauptstadt Budapest statt.
48 Athletinnen aus 36 Ländern nahmen an dem Wettbewerb teil.
Weltmeisterin wurde Marileidy Paulino aus der Dominikanischen Republik. Sie siegte vor der Polin Natalia Kaczmarek. Bronze ging an Sada Williams aus Barbados.

## Rekorde

### Bestehende Rekorde
| Weltrekord               | Marita Koch           | 47,60 s | Canberra, Australien  | 6. Oktober 1985 |
| Weltmeisterschaftsrekord | Jarmila Kratochvílová | 47,99 s | WM Helsinki, Finnland | 10. August 1983 |

Der bestehende Championshiprekord (CR) wurde bei diesen Weltmeisterschaften nicht erreicht. Die schnellste Zeit erzielte die Weltmeisterin Marileidy Paulino aus der Dominikanischen Republik im Finale am 23. August mit 48,76 s, womit sie 77 Hundertstelsekunden über dem Rekord blieb. Zum Weltrekord fehlten ihr 1,16 Sekunden. Die Weltjahresbestleistung verfehlte Marileidy Paulino dabei nur um zwei Hundertstelsekunden.
Es wurden drei neue Landesrekorde aufgestellt.
- 49,96 s – Cynthia Bolingo Mbongo (Belgien), erstes Halbfinale am 23. August
- 49,58 s – Sada Williams (Barbados), drittes Halbfinale am 23. August
- 48,76 s – Marileidy Paulino (Dominikanische Republik), Finale am 25. August

## Legende
Kurze Übersicht zur Bedeutung der Symbolik – so üblicherweise auch in sonstigen Veröffentlichungen verwendet:
- NR: nationaler Rekord

## Vorläufe
Aus den sechs Vorläufen qualifizierten sich die jeweils drei Ersten jedes Laufes – hellblau unterlegt – und zusätzlich die sechs Zeitschnellsten – hellgrün unterlegt – für das Halbfinale.

### Lauf 1
20. August 2023, 9:43 Uhr Ortszeit
| Platz | Athletin               | Land      | Zeit (s) |
| ----- | ---------------------- | --------- | -------- |
| 1     | Natalia Kaczmarek      | Polen     | 50,02    |
| 2     | Cynthia Bolingo Mbongo | Belgien   | 50,29    |
| 3     | Candice McLeod         | Jamaika   | 50,37    |
| 4     | Sharlene Mawdsley      | Irland    | 51,17    |
| 5     | Gunta Vaičule          | Lettland  | 51,36    |
| 6     | Alice Mangione         | Italien   | 51,57    |
| 7     | Miranda Coetzee        | Südafrika | 52,30    |
| 8     | Kateryna Karpjuk       | Ukraine   | 52,66    |

### Lauf 2
20. August 2023, 9:43 Uhr Ortszeit
| Platz | Athletin           | Land           | Zeit (s) |
| ----- | ------------------ | -------------- | -------- |
| 1     | Lieke Klaver       | Niederlande    | 50,52    |
| 2     | Ama Pipi           | Großbritannien | 50,81    |
| 3     | Lynna Irby-Jackson | USA            | 50,81    |
| 4     | Susanne Gogl-Walli | Österreich     | 51,00    |
| 5     | Evelis Aguilar     | Kolumbien      | 51,21    |
| 6     | Kyra Constantine   | Kanada         | 52,28    |
| 7     | Nicole Caicedo     | Ecuador        | 52,82    |
| 8     | Janet Richard      | Malta          | 54,50    |

### Lauf 3
20. August 2023, 9:51 Uhr Ortszeit
| Platz | Athletin            | Land       | Zeit (s) |
| ----- | ------------------- | ---------- | -------- |
| 1     | Sada Williams       | Barbados   | 50,78    |
| 2     | Paola Morán         | Mexiko     | 51,59    |
| 3     | Zenéy van der Walt  | Südafrika  | 51,76    |
| 4     | Cátia Azevedo       | Portugal   | 51,93    |
| 5     | Amandine Brossier   | Frankreich | 51,98    |
| 6     | Imaobong Nse Uko    | Nigeria    | 52,24    |
| 7     | Shaunae Miller-Uibo | Bahamas    | 52,65    |
| 8     | Rosie Elliott       | Neuseeland | 52,88    |

### Lauf 4
20. August 2023, 9:59 Uhr Ortszeit
| Platz | Athletin       | Land        | Zeit (s) |
| ----- | -------------- | ----------- | -------- |
| 1     | Nickisha Pryce | Jamaika     | 50,38    |
| 2     | Roxana Gómez   | Kuba        | 50,86    |
| 3     | Gabby Scott    | Puerto Rico | 51,07    |
| 4     | Martina Weil   | Chile       | 51,35    |
| 5     | Grace Konrad   | Kanada      | 51,60    |
| 6     | Giulia Senn    | Schweiz     | 52,66    |
| 7     | Fanni Rapai    | Ungarn      | 52,73    |
| 8     | Britton Wilson | USA         | 53,87    |

### Lauf 5
20. August 2023, 10:07 Uhr Ortszeit
| Platz | Athletin                    | Land       | Zeit (s) |
| ----- | --------------------------- | ---------- | -------- |
| 1     | Rhasidat Adeleke            | Irland     | 50,80    |
| 2     | Andrea Miklós               | Rumänien   | 51,21    |
| 3     | Tereza Petržilková          | Tschechien | 51,30    |
| 4     | Henriette Jæger             | Norwegen   | 51,33    |
| 5     | Aliyah Abrams               | Guyana     | 51,44    |
| 6     | Helena Ponette              | Belgien    | 51,52    |
| 7     | Mette Baas                  | Finnland   | 52,74    |
| 8     | Tábata Vitorino de Carvalho | Brasilien  | 54,15    |

### Lauf 6
20. August 2023, 10:15 Uhr Ortszeit
| Platz | Athletin                  | Land                    | Zeit (s) |
| ----- | ------------------------- | ----------------------- | -------- |
| 1     | Marileidy Paulino         | Dominikanische Republik | 49,90    |
| 2     | Victoria Ohuruogu         | Großbritannien          | 50,60    |
| 3     | Talitha Diggs             | USA                     | 50,87    |
| 4     | Lada Vondrová             | Tschechien              | 50,92    |
| 5     | Modesta Justė Morauskaitė | Litauen                 | 51,06    |
| 6     | Charokee Young            | Jamaika                 | 51,24    |
| 7     | Tiffani Marinho           | Brasilien               | 53,12    |
| 8     | Marlie Viljoen            | Südafrika               | 53,73    |

## Halbfinale
Aus den drei Halbfinalläufen qualifizierten sich die jeweils zwei Ersten jedes Laufes – hellblau unterlegt – und zusätzlich die zwei Zeitschnellsten – hellgrün unterlegt – für das Finale.

### Lauf 1
21. August 2023, 21:12 Uhr Ortszeit
| Platz | Athletin               | Land                    | Zeit (s) |
| ----- | ---------------------- | ----------------------- | -------- |
| 1     | Marileidy Paulino      | Dominikanische Republik | 49,54000 |
| 2     | Rhasidat Adeleke       | Irland                  | 49,87000 |
| 3     | Cynthia Bolingo Mbongo | Belgien                 | 49,96 NR |
| 4     | Candice McLeod         | Jamaika                 | 50,62000 |
| 5     | Evelis Aguilar         | Kolumbien               | 51,07000 |
| 6     | Paola Morán            | Mexiko                  | 51,46000 |
| 7     | Lada Vondrová          | Tschechien              | 51,50000 |
| 8     | Zenéy van der Walt     | Südafrika               | 51,54000 |

### Lauf 2
21. August 2023, 21:20 Uhr Ortszeit
| Platz | Athletin                  | Land           | Zeit (s) |
| ----- | ------------------------- | -------------- | -------- |
| 1     | Lieke Klaver              | Niederlande    | 49,87    |
| 2     | Talitha Diggs             | USA            | 50,86    |
| 3     | Roxana Gómez              | Kuba           | 51,07    |
| 4     | Ama Pipi                  | Großbritannien | 51,17    |
| 5     | Nickisha Pryce            | Jamaika        | 51,24    |
| 6     | Gabby Scott               | Puerto Rico    | 51,52    |
| 7     | Sharlene Mawdsley         | Irland         | 51,78    |
| 8     | Modesta Justė Morauskaitė | Litauen        | 52,15    |

### Lauf 3
21. August 2023, 21:28 Uhr Ortszeit
| Platz | Athletin           | Land           | Zeit (s)  |
| ----- | ------------------ | -------------- | --------- |
| 1     | Natalia Kaczmarek  | Polen          | 49,50 000 |
| 2     | Sada Williams      | Barbados       | 49,58 NR  |
| 3     | Lynna Irby-Jackson | USA            | 50,71000  |
| 4     | Victoria Ohuruogu  | Großbritannien | 50,74000  |
| 5     | Andrea Miklós      | Rumänien       | 50,77000  |
| 6     | Charokee Young     | Jamaika        | 51,40000  |
| 7     | Susanne Gogl-Walli | Österreich     | 51,50000  |
| 8     | Tereza Petržilková | Tschechien     | 51,94000  |

## Finale

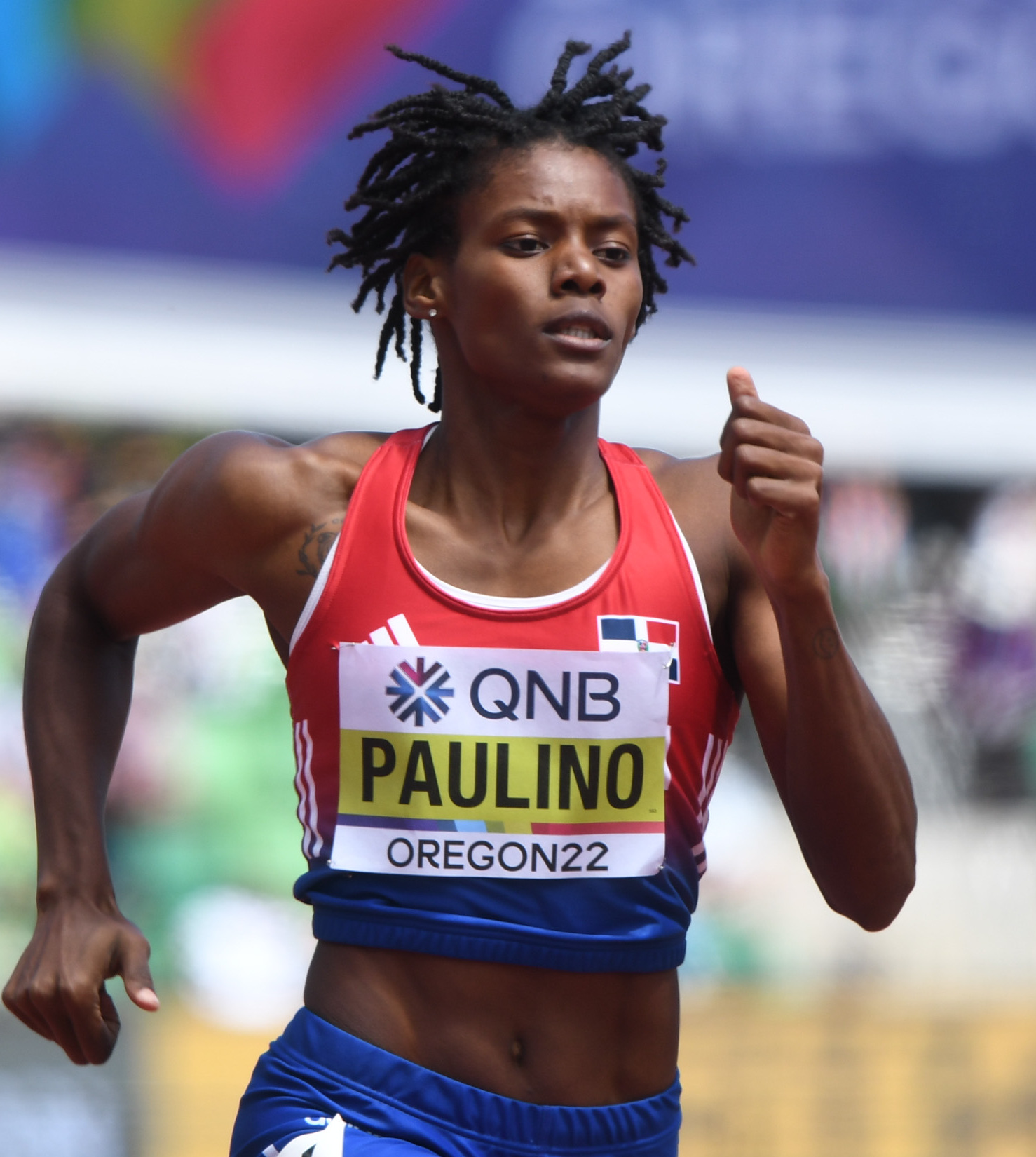
Weltmeisterin Marileidy Paulino stellte einen neuen Landesrekord auf und verfehlte die Weltjahresbestleistung nur um zwei Hundertstelsekunden.

23. August 2023, 21:35 Uhr Ortszeit
| Platz | Athletin               | Land                    | Zeit (s) |
| ----- | ---------------------- | ----------------------- | -------- |
|       | Marileidy Paulino      | Dominikanische Republik | 48,76 NR |
|       | Natalia Kaczmarek      | Polen                   | 49,57000 |
|       | Sada Williams          | Barbados                | 49,60000 |
| 4     | Rhasidat Adeleke       | Irland                  | 50,13000 |
| 5     | Cynthia Bolingo Mbongo | Belgien                 | 50,33000 |
| 6     | Lieke Klaver           | Niederlande             | 50,33000 |
| 7     | Candice McLeod         | Jamaika                 | 51,08000 |
| 8     | Talitha Diggs          | USA                     | 51,25000 |

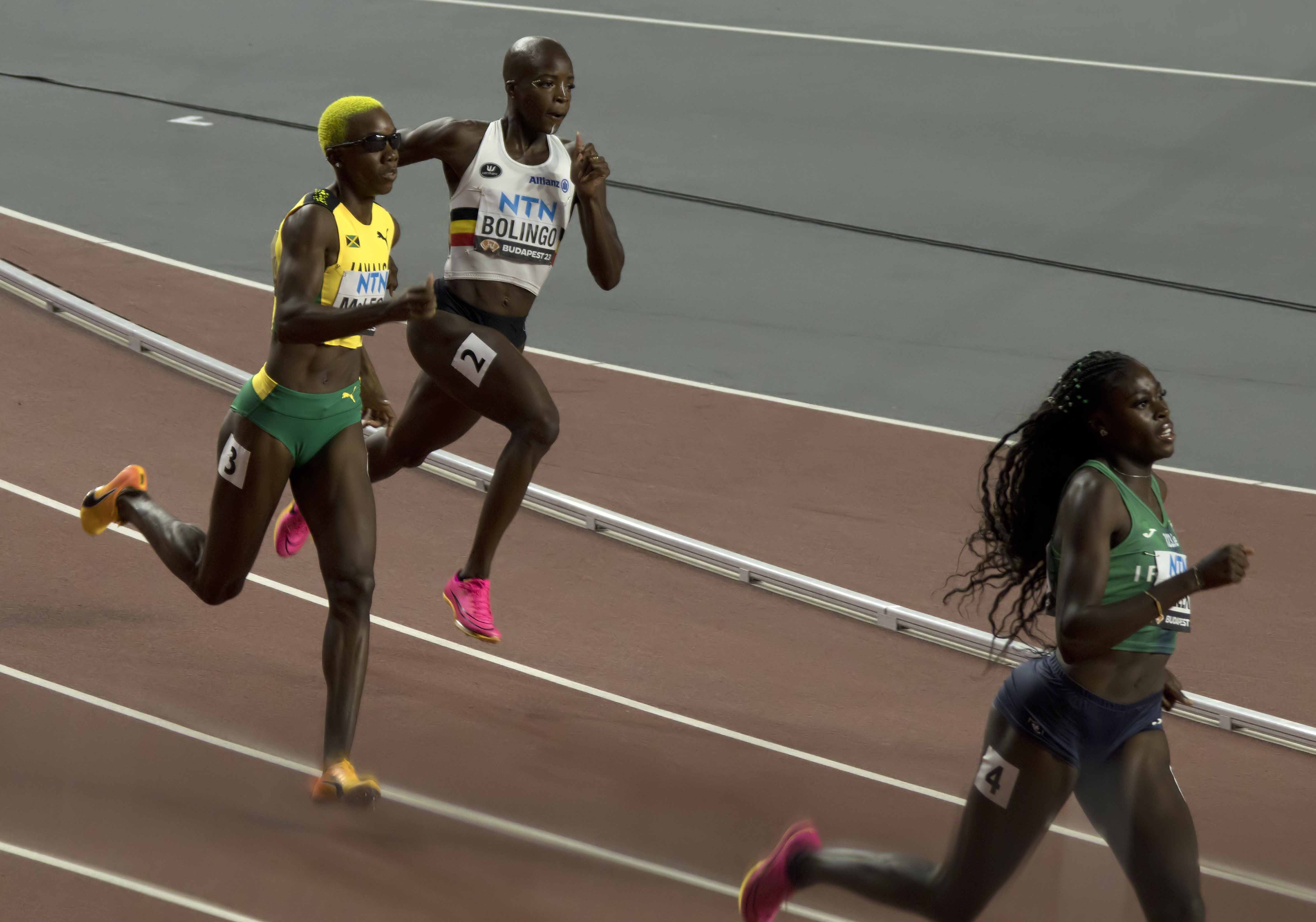
Zielkurve: Cynthia Bolingo Mbongo (Bahn 2). Candice McLeod (Bahn 3), Rhasidat Adeleke (rechts)
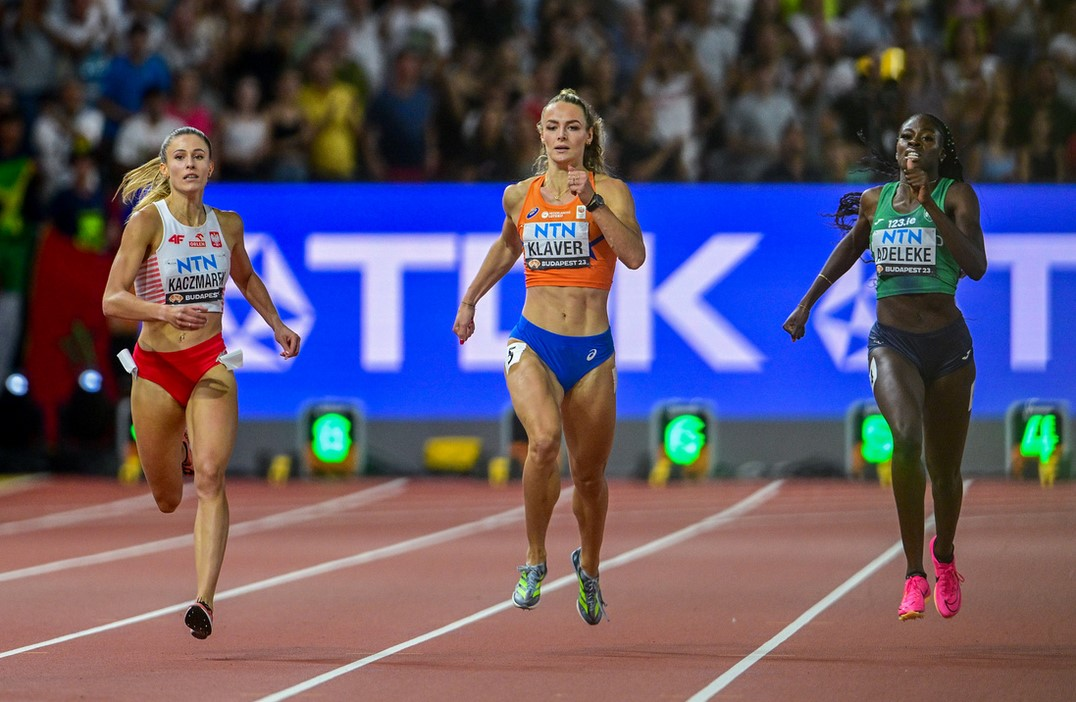
Im Finale auf der Zielgeraden (v. l. n. r.): Natalia Kaczmarek, Lieke Klaver, Rhasidat Adeleke
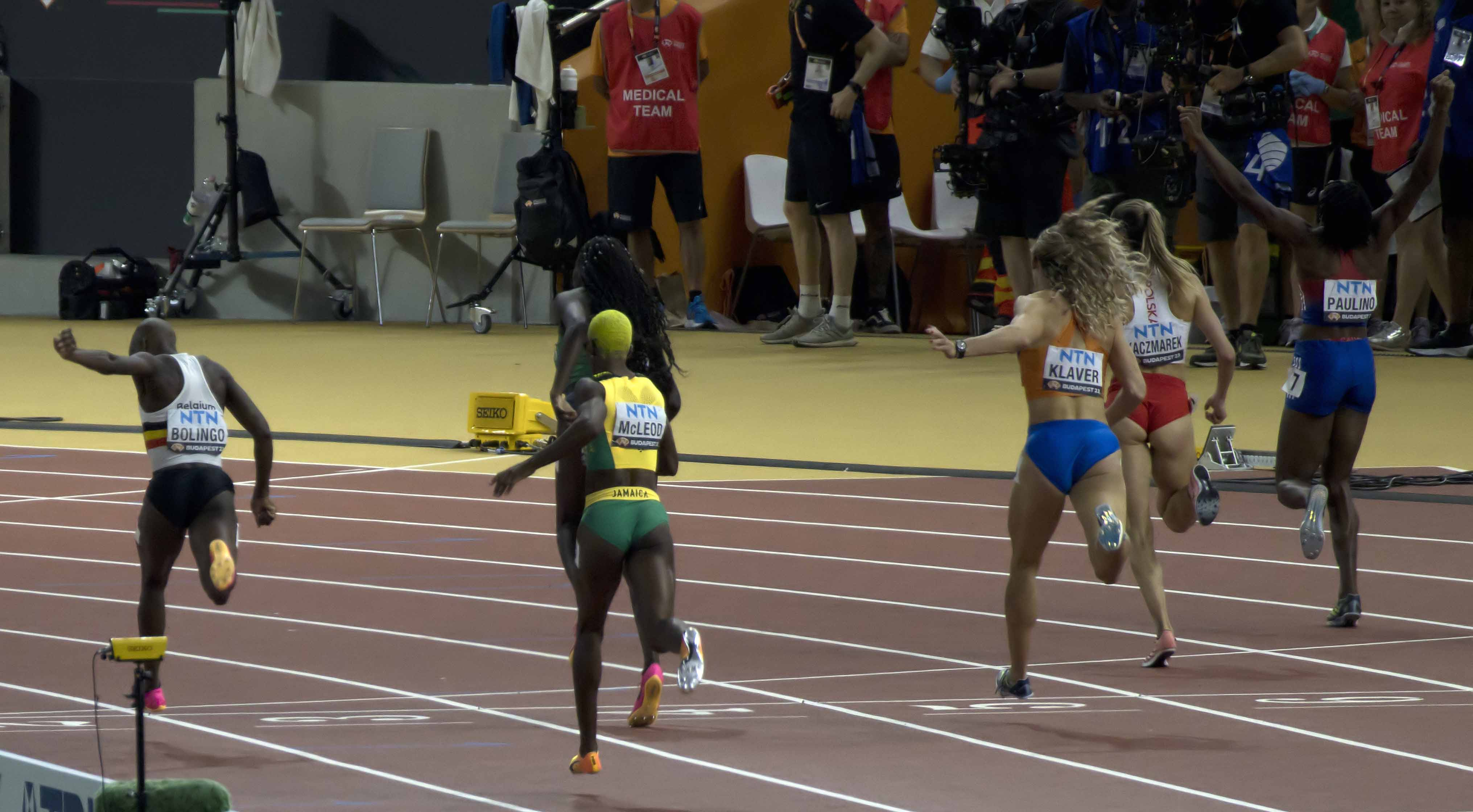
Zieleinlauf von hinten (v. l. n. r.): Cynthia Bolingo Mbongo, Candice McLeod, Rhasidat Adeleke (verdeckt), Lieke Klaver, Natalia Kaczmarek, Marileidy Paulino